# Ворошнов Микола Сергійович
Мико́ла Серѓійович Ворошно́в — український військовослужбовець, хокеїст та волонтер. Можливо найважчий військовослужбовець[прояснити], солдат Збройних Сил України, учасник російсько-української війни, учасник битви за Вугледар.

## Життєпис
Народився 24 березня 1985 року в місті Києві. Навчався в 272-й школі міста Києва. Із дитинства займався хокеєм, став майстром спорту та зробив успішну кар'єру. У 2002 році потрапив в Канаду. Грав у Канаді, США, Польщі, київському клубі "Сокіл".
У 2011 році Микола прийшов на проект "Зважені та Шасливі" із вагою 180 кг, скинув більше половини і став переможцем телешоу.  Перемога на "Зважених та щасливих" допомогла йому повернутися в хокей і він поїхав до Канади де став тренером дитячої команди .
Коли в Україні розпочалася Революція Гідності, Микола приїхав на Майдан і став його активним учасником. У 2015 році доєднався до АТО, служив кулеметником у батальйоні "Донбас", де отримав позивний Канада, яким користується досі. У 2017 році демобілізувався та мешкав у Києві, активно займався волонтерством. Незабаром його знову запросили стати учасником "Зважених та щасливих". Погодитись чоловіка переконала тренерка Аніта Луценко, адже на той момент він важив понад 220 кг. У 9-му сезоні (2019) проекту ветеран АТО худнув під керівництвом Марини Божемської, але не зміг дійти до фіналу. Втім, йому вдалося скинути вагу до 160 кг, а також стабілізувати психологічний стан, який погіршився на тлі переживань через загибель побратимів .
Покинувши проєкт, Микола продовжив тренуватися, щоб скинути вагу. Однак розпочалася пандемія COVID-19 і у 2021 році Микола тяжко перехворів та був госпіталізований. Перехворівши знову набрав вагу .
Контракт з ТРО підписав ще 16 лютого 2022. Після 24 лютого Микола брав участь в обороні Києва, займався обороною Лівобережної і Броварського проспекту. Потім возив снайперські групи, які лежали і на дахах висоток на Академмістечку, на Броварському напрямку. Пройшов курси парамедика і був водієм у "Госпітальєрах". Згодом розпочав займатися аеророзвідкою, спостерігати за нічними пересуваннями ворога. Довгий час воював разом з 72ОМБр на Вугледарському напрямку . Під час одного з своїх нічних чергувань в ніч з 23 на 24 січня 2023 першим побачив перекидання великої кількості техніки з Кирилівки до Микільського під час початку чергового наступу росіян на Вугледар.

## Особисте життя
У 2020 року Микола зустрічався з учасницею шоу "Холостяк-3" Іриною Скориковою, але пізніше пара розійшлася .